# オペレーション・クロマイト
『オペレーション・クロマイト』（原題：인천상륙작전 / Operation Chromite）は、2016年公開の韓国の映画。朝鮮戦争において苦戦していた韓国の起死回生となった仁川上陸作戦（クロマイト作戦）における、その準備段階を担ったスパイ活動を描いたスパイ映画・戦争映画である。
韓国で興行収入ランキング初登場第1位を記録し、700万人以上の観客を動員する大ヒットを記録した。なお、韓国での公開日7月27日は、朝鮮戦争の休戦協定が締結された日である。

## あらすじ
1950年、朝鮮戦争が勃発。南へと侵攻した北朝鮮軍は、およそ1か月で朝鮮半島の大部分を支配下に収めた。
国連軍の全指揮権を握る連合国軍最高司令官ダグラス・マッカーサーは戦局を打開するため、周囲から猛反対を受けながらも、仁川への上陸作戦を計画、その準備段階として韓国軍諜報部隊のチャン・ハクス大尉ら8人の精鋭を集め、彼らに北朝鮮側に潜入し、あるミッションを遂行するよう指示する。

## キャスト
- チャン・ハクス：イ・ジョンジェ（吹替：寸石和弘）
- リム・ゲジン：イ・ボムス（吹替：高橋大輔）
- ダグラス・マッカーサー：リーアム・ニーソン[3][4]（吹替：石塚運昇）
- ハン・チェソン：チン・セヨン（吹替：矢口千博）
- ソ・ジョンチル：チョン・ジュノ（吹替：水越健）
- ナム・ギソン：パク・チョルミン（朝鮮語版）
- リュ・ジャンチュン：キム・ヒジン
- チェ・ソクチュン：キム・ビョンオク
- パク・ナムチョル：パク・ソンウン
- ホイト・ヴァンデンバーグ：ジョン・グリース
- ジーン・マッカーサー：ジョシー・ビセット
- 金日成：イ・ウォンジョン（朝鮮語版）
- キム・ファヨン：キム・ソナ
- ペク・サン：秋山成勲